# タムスヴェーク郡

タムスヴェーク郡
Bezirk Tamsweg

タムスヴェーク郡（タムスヴェークぐん、独: Bezirk Tamsweg）、通称ルンガウ（独: Lungau）は、オーストリアのザルツブルク州にある郡（Bezirk; 行政管区とも訳される）。郡庁所在地はタムスヴェーク。
西から北西にかけてザンクト・ヨハン・イム・ポンガウ郡（ポンガウ）と、北でシュタイアーマルク州のリーツェン郡と、東でおなじくシュタイアーマルク州のムーラウ郡と、南でケルンテン州のシュピッタール・アン・デア・ドラウ郡と接する。
アルプス山脈の山中にあるため周囲を山に囲まれており、郡の大部分も標高1000メートル以上に位置する。郡域の山と谷には牧草地、湿地および落葉樹と針葉樹の混交林、トウヒ属、カラマツ属、ヨーロッパハイマツなどの針葉樹林、河畔林などの森林があり、湿地にはヒメカンバ、ヒメツルコケモモ、ツルコケモモ、セイヨウガンコウラン、チャミズゴケ、ミツガシワ、モンタナマツ、ムラサキミズゴケ、オウシュウトウヒ、ツマトリソウなどの植物が生えている。一帯にはヨーロッパチチブコウモリ、ホオヒゲコウモリ、ヨーロッパアナグマ、オオヤマネコ、ヒグマ、ワシミミズク、クマゲラ、ヨーロッパオオライチョウなどの動物が生息しており、隣接するケルンテン州のノックベルゲ国立公園と共に2012年にユネスコの生物圏保護区に指定された。また、タムスヴェーク周辺の「シュヴァルツェンベルク湿地」「ザウアーフェルダー・ヴァルト湿地」「ユーバーリング湿地」はラムサール条約登録地である。
山の中にあるため交通の便が極めて悪かったが、1974年から1976年にかけてザルツブルクからザンクト・ミヒャエル・イム・ルンガウを経由してフィラッハに至るタウエルン・アウトバーン（A10）が建設され、経済が大きく発展した。
タムスヴェーク郡には以下の15の市町村（Gemeinde、ゲマインデ）がある。そのうち3つが町（Marktgemeinde、市場町）に指定されている。
- ゲーリアッハ（ドイツ語版） Göriach
- レッサッハ（ドイツ語版） Lessach
- マリアプファル（ドイツ語版） Mariapfarr
- マウテルンドルフ（ドイツ語版） Mauterndorf （町）
- ムーア（ドイツ語版） Muhr
- ラミングシュタイン（ドイツ語版） Ramingstein
- ザンクト・アンドレ・イム・ルンガウ（ドイツ語版） St. Andrä im Lungau
- ザンクト・マルガレーテン・イム・ルンガウ（ドイツ語版） St. Margarethen im Lungau
- ザンクト・ミヒャエル・イム・ルンガウ（ドイツ語版） St. Michael im Lungau （町）
- タムスヴェーク（ドイツ語版） Tamsweg （町）
- トマタール（ドイツ語版） Thomatal
- トヴェング（ドイツ語版） Tweng
- ウンテルンベルク（ドイツ語版） Unternberg
- ヴァイスプリアッハ（ドイツ語版） Weisspriach
- ツェーダーハウス（ドイツ語版） Zederhaus